# Distretto di Kızıltepe
Il distretto di Kızıltepe (in turco Kızıltepe ilçesi) è uno dei distretti della provincia di Mardin, in Turchia.